# Provincia di Copiapó
La provincia di Copiapó è una delle tre province della regione cilena di Atacama, il capoluogo è la città di Copiapó.	
La provincia comprende tre comuni:
- Copiapó
- Caldera
- Tierra Amarilla